# Sundsbruk
Sundsbruk is een plaats in de gemeente Sundsvall in het landschap Medelpad en de provincie Västernorrlands län in Zweden. De plaats heeft 2098 inwoners (2005) en een oppervlakte van 466 hectare. De plaats ligt aan de Botnische Golf en de Europese weg 4 loopt ten westen van de plaats.